# Tour de Colombie 1974
Le Tour de Colombie 1974, qui se déroule du 21 mai au 2 juin 1974, est une épreuve cycliste remportée par le Colombien Miguel Samacá qui empoche ainsi son deuxième Tour de Colombie. Cette course est composée de treize étapes.